# Catalogue de Messier
Le Catalogue des nébuleuses et des amas d'étoiles, plus connu comme le catalogue de Messier,, est un catalogue astronomique d'objets d'aspect diffus créé en 1774 par Charles Messier afin d'aider les chercheurs de comètes à ne pas confondre celles-ci avec divers objets diffus dont la nature était alors inconnue (galaxies, divers types de nébuleuses et amas d'étoiles) mais fixes par rapport aux étoiles. Charles Messier avait en effet lui-même été victime d'une telle méprise, assimilant par erreur la nébuleuse du Crabe à la comète de Halley, dont il attendait le retour dans cette région du ciel (la constellation du Taureau). C'est d'ailleurs pour cette raison que la Nébuleuse du Crabe est le premier objet du catalogue Messier (M1).
Les objets référencés dans le catalogue sont, depuis 1966, au nombre de 110. Chacun d'eux est appelé objet de Messier. On distingue parfois les 103 objets présents dans l'édition de référence du catalogue des 7 objets qui y ont été ajoutés ultérieurement, chacun de ces derniers étant alors appelé objet additionnel de Messier.
Actuellement, ce catalogue n'est plus utile aux chercheurs de comètes, mais répertorie la plupart des plus beaux objets du ciel profond accessibles avec des instruments d'astronomes amateurs. Les numéros du catalogue Messier, notés M1 à M110, continuent d'être utilisés pour ces objets, bien que d'autres noms soient également très usités (par exemple Nébuleuse du Crabe en lieu et place de M1). De nombreux autres catalogues astronomiques ont par la suite été établis, conférant aux objets du catalogue Messier nombre d'autres dénominations. Ainsi la galaxie d'Andromède, voisine de notre Galaxie, s'appelle M31 dans le catalogue Messier et NGC 224 dans le catalogue NGC.

## Historique

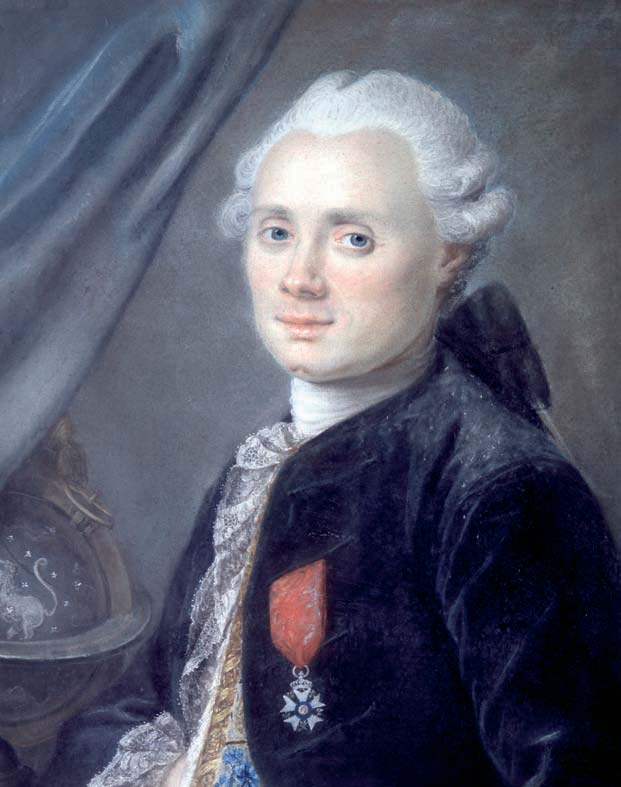
Portrait de Charles Messier par Nicolas Ansiaume (1771).

La première édition du catalogue paraît, en 1774, dans les Mémoires de l'Académie royale des sciences de l'année 1771. Elle ne regroupe que les quarante-cinq premiers objets (M1 à M45).
Un premier supplément paraît en 1780 dans la Connaissance des temps pour l'année commune 1783. Il concerne vingt-trois objets (M46 à M68). La découverte de deux autres objets (M69 et M70) est annoncée séparément dans le même volume, à la suite des errata.

### L'édition de référence de 1781
La troisième édition du catalogue, achevée en 1781, est publiée, la même année, dans La Connaissance des temps pour l'année bissextile 1784. Elle répertorie M69 et M70 ainsi que trente-trois objets supplémentaires (M71 à M103).
Les objets M104 à M110, découverts par Messier ou son ami Pierre Méchain après l'édition de 1781, n'ont été ajoutés au catalogue que bien plus tard.
En novembre 1917, Camille Flammarion publie, dans L'Astronomie, la première édition critique du catalogue de Messier.

### Les objets manquants
Les objets manquants sont les quatre objets de la troisième édition du catalogue de Messier qui n'ont pu être identifiés qu'au XXe siècle, auquel s'ajoute M102 dont l'identification reste controversée.
En 1934, Oswald Thomas (en) identifie l'objet M48 à l'objet NGC 2548.
En août 1966, John H. Mallas établit que l'objet M40 n'est autre que l'objet WNC4 du catalogue d'étoiles doubles de Winnecke.
En 1969, William C. Williams identifie l'objet M91 à l'objet NGC 4548.

### Les objets additionnels
Camille Flammarion est le premier à proposer de compléter la liste des cent trois objets du catalogue par l'adjonction d'objets additionnels : en août 1921, il ajoute l'objet M104 qu'il identifie à l'objet NGC 4594.
Les objets M105, M106 et M107 ne sont ajoutés au catalogue qu'en 1947 par l'astronome canadienne Helen B. Sawyer Hogg, ajouts qu'elle confirme dès l'année suivante.
En 1953, Owen J. Gingerich inclut les objets M108 et M109 dans le catalogue.
Enfin, l'objet M110 n'est ajouté au catalogue qu'en 1966 par Kenneth Glyn Jones.

### LaSuite du Catalogue de Messier(1921-1923) de Camille Flammarion
Après avoir établi que Messier avait observé l'objet M104 et identifié que celui-ci était l'objet NGC 4594, Flammarion entreprend de compléter le catalogue en y ajoutant des objets remarquables du ciel profond susceptibles d'avoir été observés par Messier. Sa Suite du Catalogue de Messier paraît dans L'Astronomie entre 1921 et 1923. Elle comprend dix-huit objets (de 105a à 119) qui ne doivent pas être confondus avec les objets additionnels (supra).
Ces dix-huit objets sont les suivants : 105a (NGC 884) et 105b (NGC 869) composant le double amas de Persée, 106 (NGC 6543), 107 (NGC 6940), 108 (NGC 7009), 109 (NGC 7662), 110 (NGC 1977), 111 (NGC  205, qui n'est autre que M110), 112a (NGC  663) et 112b (NGC  654), 113 (NGC 4565), 114 (NGC 7293), 115a (NGC 6992) et 115b (NGC 6960), 116 (NGC 2422, qui n'est autre que M47), 117 (NGC 7789), 118 (NGC 2392) et 119 (NGC 6633).

## Liste des objets du catalogue
Les objets du catalogue se notent avec M, suivi d'un nombre allant de 1 à 110.

## Nature des objets
Bien que le catalogue de Messier soit intitulé Catalogue des nébuleuses et des amas d'étoiles, les objets qu'il répertorie comprennent quarante galaxies (en identifiant l'objet M102 à l'objet NGC 5866)  ainsi qu'une étoile double (M40) qui n'est peut-être qu'un double optique.

## Répartition des objets du catalogue
Les objets du catalogue Messier ont été établis depuis des observations réalisées en France métropolitaine. Ainsi, de nombreux objets notables situés à basse déclinaison ne sont pas inclus dans le catalogue. Les objets du catalogue Messier ne sont pas, loin de là, répartis uniformément sur la sphère céleste, nombre d'entre eux étant dans notre Galaxie, la Voie lactée et donc à proximité du plan galactique. 

## Le marathon Messier
Du fait de leur répartition hétérogène, il n'existe pas d'objets du catalogue situés dans la bande d'ascension droite 21h 40m-23h 20m. Quand le Soleil est situé dans cette région du ciel, soit durant la seconde quinzaine du mois de mars, il est ainsi possible de voir la totalité de ces objets au cours d'une nuit. Ce fait a donné lieu à une compétition amicale, le marathon Messier, visant à observer le maximum voire la totalité des objets du catalogue en une nuit. Le premier à avoir réussi cette épreuve fut l'amateur Gerry Rattley dans la nuit du 23 au 24 mars 1985[réf. nécessaire].